# Sainte-Anne-des-Plaines
Sainte-Anne-des-Plaines ist eine Stadt im Südwesten der kanadischen Provinz Québec. Sie liegt in der Verwaltungsregion Laurentides, rund 40 km nordwestlich von Montreal. Sainte-Anne-des-Plaines gehört zur regionalen Grafschaftsgemeinde (municipalité régionale du comté) Thérèse-De Blainville, hat eine Fläche von 93,59 km² und zählt 14.421 Einwohner (Stand: 2016).

## Geographie
Sainte-Anne-des-Plaines liegt in der Region Rive-Nord in relativ flachem, teilweise bewaldetem Terrain am Fuße der Laurentinischen Berge. Mehrere Bäche entwässern die Ebene in östlicher Richtung zum Rivière Mascouche, einem Nebenfluss des Rivière des Mille Îles. Nachbargemeinden sind Sainte-Sophie im Norden, Terrebonne im Osten, Blainville im Süden und Mirabel im Westen.

## Geschichte
1673 schuf der französische König Louis XIV. die Seigneurie Terrebonne. Die ersten Kolonisten ließen sich um 1731 auf dem heutigen Stadtgebiet nieder. 1787 erfolgte die Gründung der Pfarrei Sainte-Anne-de-Mascouche, die sich 1816 in Sainte-Anne-des-Plaines umbenannte. Der Ortsname verweist auf die Heilige Anna und auf die Lage in einer Ebene. Die Gemeinde wurde 1845 gegründet und erhielt 1987 den Stadtstatus. Die Canadian Pacific Railway eröffnete 1877 eine Zweigstrecke, die 1963 stillgelegt wurde. Seit jeher ist der Ort landwirtschaftlich geprägt, bedeutend ist vor allem der Anbau von Erdbeeren. Die Stadt ist seit 2000 Mitglied des Zweckverbandes Communauté métropolitaine de Montréal.

## Bevölkerung
Gemäß der Volkszählung 2011 zählte Sainte-Anne-des-Plaines 14.535 Einwohner, was einer Bevölkerungsdichte von 156,6 Einw./km² entspricht. 96,1 % der Bevölkerung gaben Französisch als Hauptsprache an, der Anteil des Englischen betrug 1,3 %. Als zweisprachig (Französisch und Englisch) bezeichneten sich 0,5 %, auf andere Sprachen und Mehrfachantworten entfielen 2,1 %. Ausschließlich Französisch sprachen 68,2 %. Im Jahr 2001 waren 93,8 % der Bevölkerung römisch-katholisch, 2,6 % protestantisch und 3,5 % konfessionslos.

## Verkehr und Wirtschaft
Sainte-Anne-des-Plaines liegt etwas abseits der Hauptverkehrsadern. Verschiedene Straßen stellen Verbindungen zu den umliegenden Orten her. Die Gesellschaft CIT Laurentides betreibt zwei Buslinien nach Laval und Sainte-Thérèse. Die Autobahnen Autoroute 640 und Autoroute 15 sind je rund zehn Kilometer entfernt.
Etwas außerhalb des Ortes befindet sich ein Gefängniskomplex der staatlichen Strafvollzugsorganisation Correction Canada, eine der größten Anlagen dieser Art Kanadas. Der Komplex umfasst je ein Gefängnis der niedrigen und mittleren Sicherheitsstufe sowie die Special Handling Unit, ein Höchstsicherheitsgefängnis.

## Persönlichkeiten
- Jean-Louis Beaudry (1809–1886), Politiker und Unternehmer
- Joseph-Octave Villeneuve (1836–1901), Politiker und Unternehmer
- Jonathan Delisle (1977–2006), Eishockeyspieler